# Collegio dei padri Scolopi di Santo Spirito
L'ex collegio dei padri Scolopi di Santo Spirito è stata una scuola, già facente parte del complesso di San Carlo dei Barnabiti, situata in via Sant'Agostino 19 nel centro storico di Firenze, zona Oltrarno. 

## Storia
In origine, l'edificio fu una casa con un oratorio annesso, appartenente al sacerdote Perini. Nel 1636, la proprietà passò ai Padri Barnabiti, qui accolti dal 1627, che la trasformarono in un convento e ampliarono la chiesa seguendo un progetto dell’architetto Gherardo Silvani. Con la soppressione degli ordini religiosi nel 1783, l’edificio fu destinato a usi secolari fino al 1838, quando fu acquistato dai Padri Scolopi di San Giovannino. Questi ultimi apportarono significative modifiche per aprirvi una scuola, che si aggiungeva ad altre tenute dai religiosi in città, come quella in via dei Martelli o quella in via San Niccolò. 
I lavori, condotti dall'architetto Leopoldo Pasqui, riguardarono, oltre alla sistemazione degli interni da rendere idonei alle necessità del collegio, solo la facciata di quello che, un tempo convento, era stato stato trasformato dalla famiglia Brichieri in una confortevole residenza peraltro fornita di un giardino interno, essendo il fronte della chiesa (numero civico 23) riconducibile a un intervento settecentesco. Terminati i lavori nel 1843 gli Scolopi mantennero aperta la loro scuola fino al 1878, quindi l'edificio, passato al Comune di Firenze, fu destinato nel 1884 a ospitare la Scuola Tecnica di San Carlo. 
Al 1891 si data la trasformazione della chiesa in palestra e l'apertura di una passaggio dall'ex convento. Nel 1901 la scuola tecnica fu intitolata a Paolo Dal Pozzo Toscanelli e nel 1911 ad Aurelio Saffi, trasformandosi in seguito in Scuola di Avviamento Professionale. Divenuta in seguito succursale dell'Istituto Magistrale Gino Capponi, nel 1962 fu trasformata in scuola media (dal 1970 intitolata a Ugo Foscolo). Chiusa la scuola, verso il 1985 l'edificio accolse il Consiglio di Circoscrizione 3 quindi, dagli anni 1990, divenne ed è ancora oggi sede di varie associazioni con finalità sociali. 

## Descrizione
Per quanto riguarda la facciata, questa "presenta il piano terreno qualificato da cinque arcate a pieno centro, parzialmente cieche, entro cui si aprono i finestroni con inferriate, la porticina che conduce ai sotterranei (in corrispondenza dell'antica sagrestia) ed il portale architravato sormontato da finestra lucifera di tipo termale romano, munita di rosta. Perimetra gli archi un bugnato piatto di pietra, che si estende fino alla cornice marcapiano. Il primo e secondo piano hanno, rispettivamente, tre finestre con trabeazione dorica ed un grande finestrone, parimenti architravato, a tre luci. Conclude la facciata un cornicione ed un'ampia consueta gronda alla fiorentina". Sul fronte è una lapide, posta nel 1930 dagli ex alunni, che ricorda l'attività delle Scuole Pie fiorentine dal 1839 al 1878:
| NEL TERZO SECOLARE ANNIVERSARIO DALLA FONDAZIONE DELLE SCVOLE PIE FIORENTINE POSERO GLI ANTICHI ALVNNI ANNVENTE IL COMVNE, PERCHÉ DELLE BENEMERENZE DEI FIGLI DEL CALASANZIO CHE DAL MDCCCXXXVIIII AL MDCCCLXXVIII IMPARTIRONO QVI AI FIGLI DEL POPOLO L'ISTRVZIONE DELLA MENTE E L'EDVCAZIONE DEL CVORE DVRASSE NEI POSTERI LA MEMORIA · M · D · CCCC · XXX · | Via Sant'Agostino 19, Collegio dei padri Scolopi, lapide scuole pie fiorentine 1930 |